# 泰宁根
泰宁根（德語：Teningen，發音：[ˈteːnɪŋən]）是德国巴登-符腾堡州弗赖堡行政区埃门丁根县的市镇，面积40.26平方千米，2023年12月31日人口为12,234人。